# Zabavy molodykh
Zabavy molodykh (russisk: Забавы молодых) er en sovjetisk spillefilm fra 1987 af Jevgenij Gerasimov.

## Medvirkende
- Stanislav Ljubsjin som Anton Mikhajlovitj Gorsjkov
- Marina Zudina som Svetlana Bobyljova
- Aleksej Serebrjakov som Pan
- Natalja Nazarova som Marja Gavrilovna
- Valentina Telitjkina som Nina Vasiljevna